# José Simões Dias
José Simões Dias (Benfeita, 5 de fevereiro de 1844 — Lisboa, 3 de março de 1899) foi um contista, poeta, crítico literário, político e pedagogo português. Sua poesia é geralmente associada à tradição romântica tardia, por vezes denominada ultrarromantismo, embora alguns dos seus poemas, populares no tom, podem ser vistos a revelar uma afinidade para a estética realista que começava a florescer nas letras portuguesas.
Como deputado à Assembleia Nacional durante a monarquia constitucional de Luís I, foi o autor do projeto de lei que transformaria o aniversário de Luís de Camões (10 de junho) no Dia de Portugal, de Camões e das Comunidades Portuguesas, um importante feriado nacional.
Pode encontrar-se colaboração literária da sua autoria na revista Ilustração Popular  (1884).